# Browning (Familienname)
Browning ist ein englischer Familienname.

## Namensträger
- Angela Browning (* 1946), britische Politikerin und Life Peer
- Ben Browning, Filmproduzent
- Cecil Browning (1883–1953), britischer Racketsspieler
- Christopher Browning (* 1944), US-amerikanischer Historiker
- Danielle Browning (* 1981), jamaikanische Sprinterin
- David Browning (1931–1956), US-amerikanischer Wasserspringer
- Don Spencer Browning (1934–2010), US-amerikanischer praktischer Theologe
- Edmond Lee Browning (1929–2016), US-amerikanischer Presiding Bishop
- Elizabeth Barrett Browning (1806–1861), britische Dichterin
- Emily Browning (* 1988), australische Schauspielerin
- Frederick Browning (1896–1965), britischer General und Bobsportler
- George Victor Browning (* 1942), australischer Bischof von Canberra
- Gordon Browning (1889–1976), US-amerikanischer Politiker
- Greg Browning (* 1953), australischer Hockeyspieler
- James Browning (1850–1921), US-amerikanischer Politiker
- James R. Browning (1918–2012), US-amerikanischer Jurist
- John Browning (Fußballspieler, 1888) (1888–1964), schottischer Fußballspieler (Celtic Glasgow)
- John Browning (Fußballspieler, 1915) (1915–1971), schottischer Fußballspieler (FC Liverpool)
- John Browning (Pianist) (1933–2003), US-amerikanischer Pianist
- John Moses Browning (1855–1926), US-amerikanischer Waffentechniker
- Kayle Browning (* 1992), US-amerikanische Sportschützin
- Kurt Browning (* 1966), kanadischer Eiskunstläufer und Choreograph
- Logan Browning (* 1989), US-amerikanische Schauspielerin
- Nadia Browning, neuseeländische Fußballschiedsrichterin
- Orville Hickman Browning (1806–1881), US-amerikanischer Politiker
- Oscar Browning (1837–1923), englischer Historiker
- Philip Embury Browning (1866–1937), US-amerikanischer Chemiker
- Rex Browning (1930–2009), britischer Diplomat und Verwaltungsbeamter
- Ricou Browning (1930–2023), US-amerikanischer Schauspieler und Regisseur
- Robert Browning (1812–1889), englischer Dichter
- Robert Browning (Byzantinist) (1914–1997), britischer Byzantinist
- Rohan Browning (* 1997), australischer Leichtathlet
- Steven Alan Browning (* 1949), US-amerikanischer Diplomat
- Susan Browning (1941–2006), US-amerikanische Schauspielerin
- Timothy Browning (* 1976), britischer Mathematiker
- Tod Browning (1882–1962), US-amerikanischer Filmregisseur
- Tyias Browning (* 1994), britisch-chinesischer Fußballspieler
- W. Browning, britischer Cricketspieler
- William Browning (Pianist) (1924–1997), US-amerikanischer Pianist und Musikpädagoge
- William Docker Browning (1931–2008), US-amerikanischer Jurist
- William J. Browning (1850–1920), US-amerikanischer Politiker